# Campeonato Brasileiro Série B 1971
Il Campeonato Brasileiro Série B 1971 è stata la prima edizione del Campeonato Brasileiro Série B ed è stata vinta dal Villa Nova. All'epoca il sistema di promozione e retrocessione non c'era, quindi nessun club è stato promosso.

## Prima fase

### Gruppo A
| Pos. | Squadra               | Pt | G | V | N | P | GF | GS | DR |
| ---- | --------------------- | -- | - | - | - | - | -- | -- | -- |
| 1    | Ferroviário-CE        | 9  | 6 | 4 | 1 | 1 | 12 | 7  | +5 |
| 2    | Campinense            | 6  | 5 | 3 | 0 | 2 | 5  | 5  | 0  |
| 3    | ABC                   | 3  | 5 | 1 | 1 | 3 | 8  | 10 | -2 |
| 4    | Ferroviário do Recife | 2  | 4 | 0 | 2 | 2 | 5  | 8  | -3 |

### Gruppo B
| Pos. | Squadra   | Pt | G | V | N | P | GF | GS | DR |
| ---- | --------- | -- | - | - | - | - | -- | -- | -- |
| 1    | Itabaiana | 5  | 4 | 2 | 1 | 1 | 7  | 5  | +2 |
| 2    | CRB       | 4  | 4 | 2 | 0 | 2 | 9  | 7  | +2 |
| 3    | Náutico   | 3  | 4 | 1 | 1 | 2 | 5  | 9  | -4 |

### Gruppo C
| Pos. | Squadra           | Pt | G | V | N | P | GF | GS | DR  |
| ---- | ----------------- | -- | - | - | - | - | -- | -- | --- |
| 1    | Flamengo-PI       | 12 | 8 | 5 | 2 | 1 | 12 | 7  | +5  |
| 2    | Sampaio Corrêa    | 11 | 8 | 5 | 1 | 2 | 16 | 8  | +8  |
| 3    | River             | 10 | 8 | 5 | 0 | 3 | 12 | 8  | +4  |
| 4    | Guarany de Sobral | 6  | 8 | 2 | 2 | 4 | 8  | 12 | -4  |
| 5    | Maranhão          | 1  | 8 | 0 | 1 | 7 | 3  | 16 | -13 |

### Gruppo D
| Pos. | Squadra     | Pt | G | V | N | P | GF | GS | DR |
| ---- | ----------- | -- | - | - | - | - | -- | -- | -- |
| 1    | Remo        | 8  | 6 | 3 | 2 | 1 | 7  | 1  | +6 |
| 2    | Tuna Luso   | 8  | 6 | 2 | 4 | 0 | 5  | 1  | +4 |
| 3    | Paysandu    | 5  | 6 | 1 | 3 | 2 | 3  | 5  | -2 |
| 4    | Sport Belém | 3  | 6 | 1 | 1 | 4 | 2  | 10 | -8 |

### Gruppo E
| Pos. | Squadra     | Pt | G | V | N | P | GF | GS | DR |
| ---- | ----------- | -- | - | - | - | - | -- | -- | -- |
| 1    | Ponte Preta | 6  | 4 | 2 | 2 | 0 | 6  | 1  | +5 |
| 2    | América-SC  | 4  | 4 | 1 | 2 | 1 | 3  | 3  | 0  |
| 3    | Londrina    | 2  | 4 | 0 | 2 | 2 | 3  | 8  | -5 |

## Seconda fase

### Gruppo 1
| Pos. | Squadra     | Pt | G | V | N | P | GF | GS | DR |
| ---- | ----------- | -- | - | - | - | - | -- | -- | -- |
| 1    | Ponte Preta | 4  | 2 | 2 | 0 | 0 | 5  | 0  | +5 |
| 2    | Mixto       | 0  | 2 | 0 | 0 | 2 | 0  | 5  | -5 |

### Gruppo 2
| Pos. | Squadra    | Pt | G | V | N | P | GF | GS | DR |
| ---- | ---------- | -- | - | - | - | - | -- | -- | -- |
| 1    | Villa Nova | 3  | 2 | 1 | 1 | 0 | 3  | 2  | +1 |
| 2    | Central-RJ | 1  | 2 | 0 | 1 | 1 | 2  | 3  | -1 |

### Gruppo 3
| Pos. | Squadra    | Pt | G | V | N | P | GF | GS | DR |
| ---- | ---------- | -- | - | - | - | - | -- | -- | -- |
| 1    | Remo       | 4  | 2 | 2 | 0 | 0 | 5  | 2  | +3 |
| 2    | Rodoviária | 0  | 2 | 0 | 0 | 2 | 2  | 5  | -3 |

### Gruppo 4
| Pos. | Squadra        | Pt | G | V | N | P | GF | GS | DR |
| ---- | -------------- | -- | - | - | - | - | -- | -- | -- |
| 1    | Itabaiana      | 5  | 4 | 2 | 1 | 1 | 7  | 4  | +3 |
| 2    | Ferroviário-CE | 4  | 4 | 1 | 2 | 1 | 3  | 3  | 0  |
| 3    | Flamengo-PI    | 3  | 4 | 1 | 2 | 2 | 4  | 7  | -3 |

## Semifinali
| Squadra 1  | Totale          | Squadra 2   | Andata | Ritorno | Spareggio |
| ---------- | --------------- | ----------- | ------ | ------- | --------- |
| Itabaiana  | 0 - 2           | Remo        | 0 - 0  | 0 - 2   | —         |
| Villa Nova | 2 - 2 (6-5 dcr) | Ponte Preta | 1 - 0  | 0 - 1   | 1 - 1     |

## Finali
| Squadra 1 | Totale | Squadra 2  | Andata | Ritorno | Spareggio |
| --------- | ------ | ---------- | ------ | ------- | --------- |
| Remo      | 2 - 5  | Villa Nova | 1 - 0  | 0 - 3   | 1 - 2     |